# Haus Uentrop

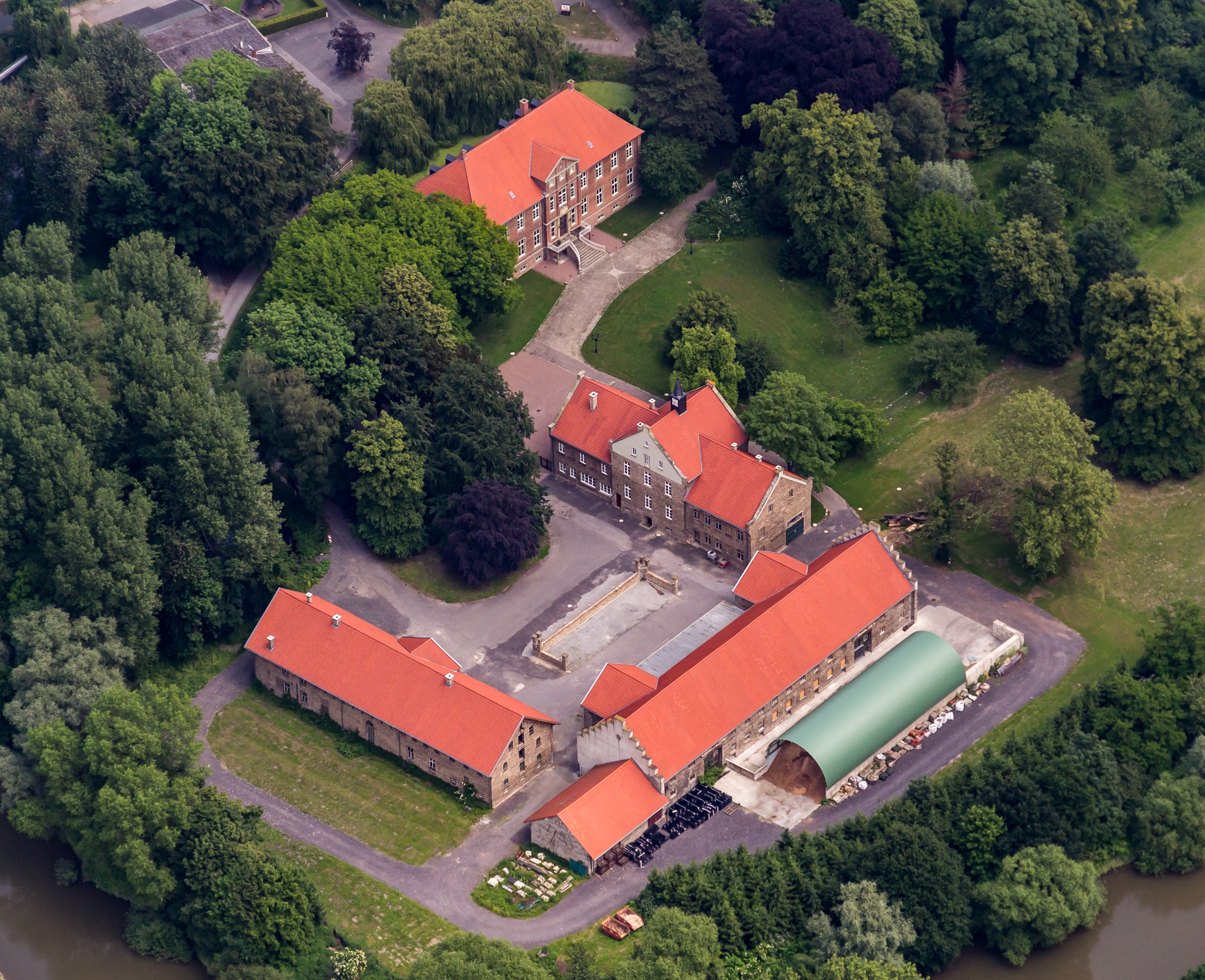
Luftbild (2014)

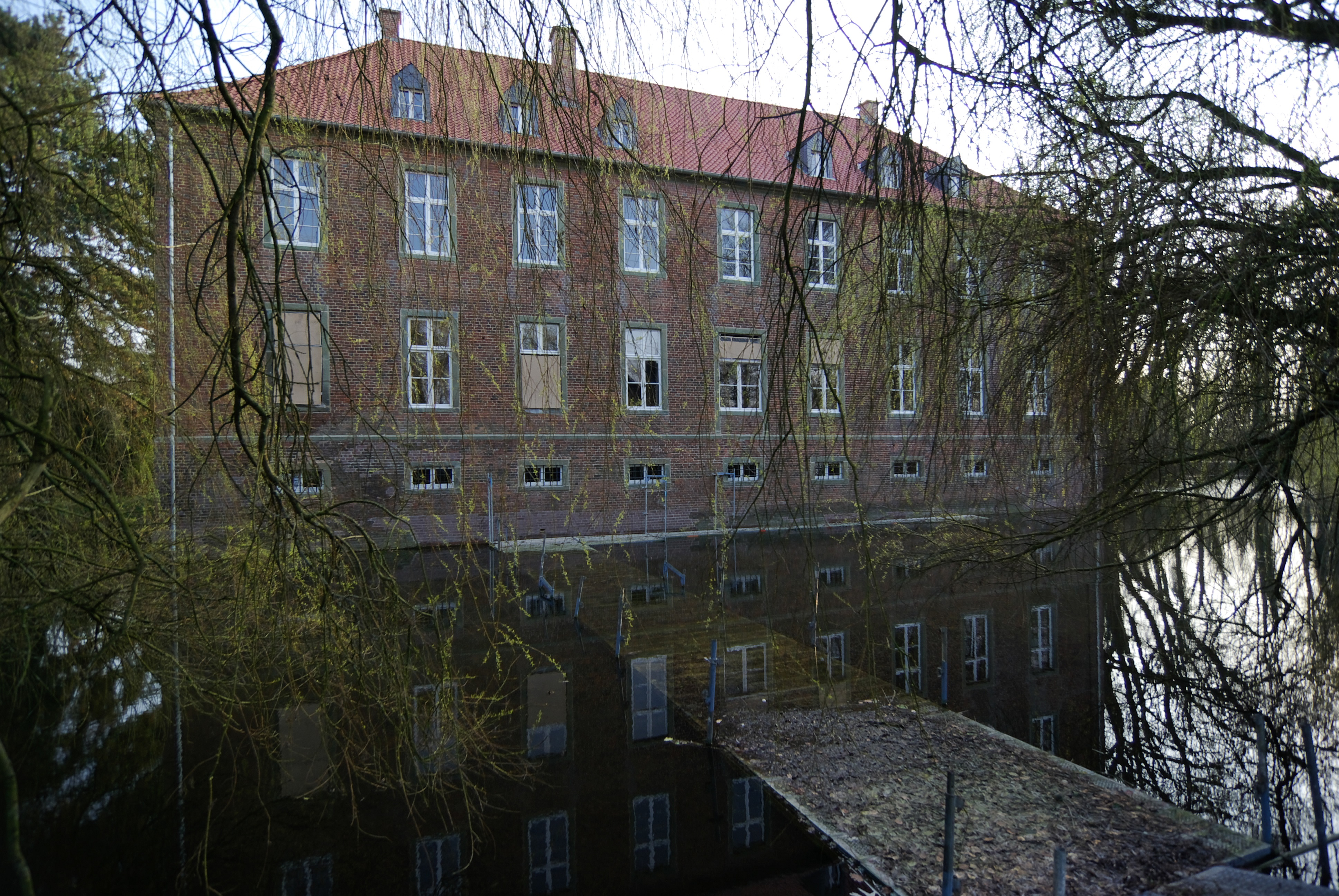
Haus Uentrop

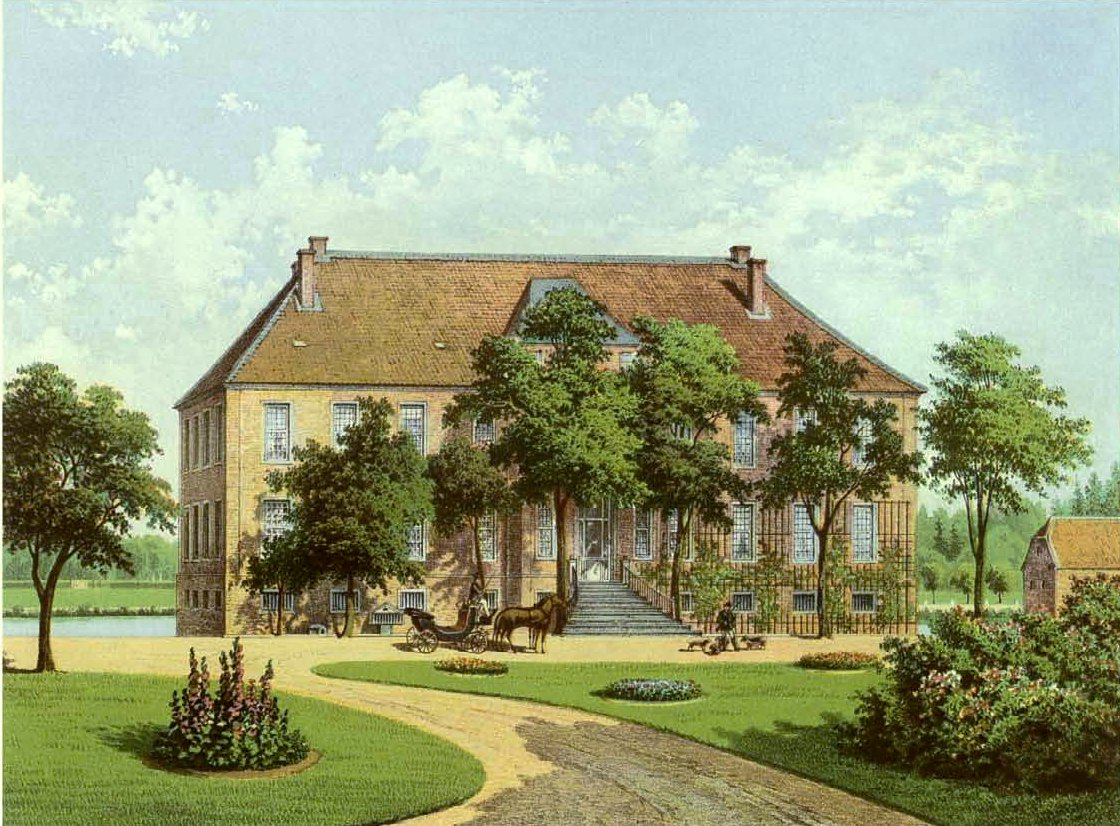
Haus Uentrop um 1860, Sammlung Alexander Duncker

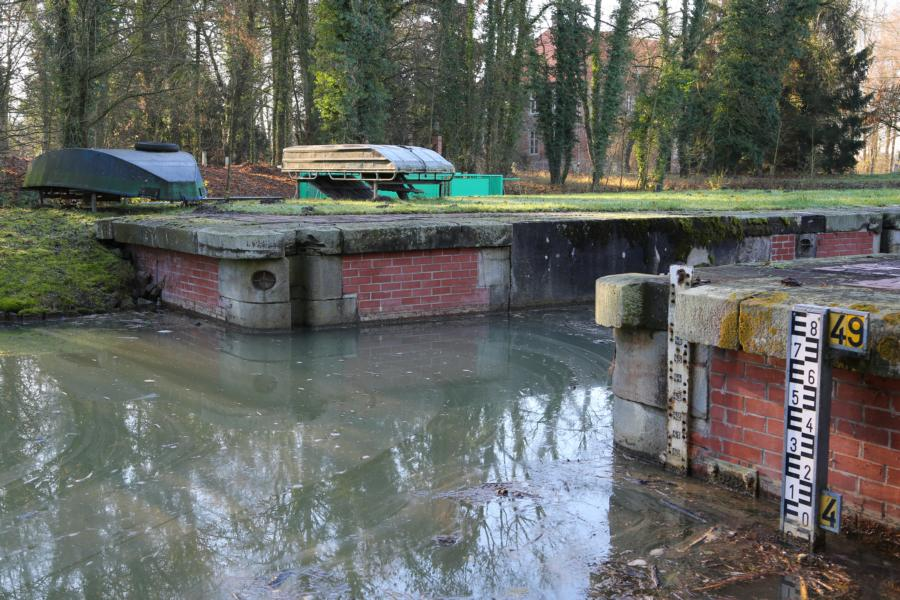
Alte Lippeschleuse am Haus Uentrop

Haus Uentrop ist ein Wasserschloss im Stadtteil Uentrop von Hamm. Das 1720 errichtete Schloss befindet sich heute in Privatbesitz und ist restaurierungsbedürftig. Seit dem 6. Februar 1986 steht es unter Denkmalschutz. Es ist von einem Park umgeben.

## Lage
Das Haus Uentrop liegt an der Zollstraße 2 im Hammer Stadtteil Uentrop. An diesem Standort befindet sich der Lippeübergang nach Dolberg. So wie Haus Stockum der Sicherung des unterhalb von Hamm gelegenen märkischen Territoriums diente, war Haus Uentrop dem Schutz des Lippeübergangs zwischen Uentrop und Dolberg, also der oberhalb der Stadt Hamm gelegenen Besitzungen, gewidmet.

## Bauliche Beschaffenheit
Haus Uentrop ist ein zweigeschossiges, schlichtes Backsteingebäude mit schmalem Mittelrisalit und Walmdach. Über dem Hauptportal findet man ein Doppelwappen jener von Reck-Baer aus dem Jahre 1720. Die Raumdisposition erfolgt nach dem Schema des Appartement double. In der Eingangshalle befindet sich eine aufwendige hölzerne Treppe mit Zwischenposten und Dockengeländer.
Das Anwesen hat außerdem drei zweigeschossige Wohn- und Wirtschaftsgebäude aus Feldbrandstein: Das Gesindehaus aus dem Jahre 1849 mit Mittelrisalit; eine Scheune aus dem Jahre 1860 mit Staffelgiebel und Pferdeställe mit originaler Ausstattung in ihrem Inneren. Dazu gehören ein geschreinerter Pfeiler der Boxen, Fliesen an den Wänden und eine kassettierte Decke.
Der Denkmalschutz resultiert aus der Bedeutung des Anwesens für die Geschichte der Menschen der Region und aus wissenschaftlichen Gründen im Sinne des § 2 Denkmalschutzgesetz. Die Denkmaleigenschaft erfasst das Gelände zwischen Lippe und Gräfte (inklusive), das Haupthaus, den es umgebenden Park, das Gesindehaus, die Scheune und die Pferdeställe. Nicht denkmalgeschützt sind das Innere des Gesindehauses, der Scheune (Kuhstall) und des Pferdestalles, allerdings mit Ausnahme des Raumes hinter dem Mittelrisalit. In diesem befinden sich die Pferdeboxen.
Eine Außenbesichtigung des Anwesens von der Straße aus ist möglich, nicht hingegen eine Innenhof- oder sogar Innenbesichtigung. Das Gebäude ist zwar unbewohnt, das Betreten ist aber trotzdem verboten. Die Wirtschaftsgebäude werden zu landwirtschaftlichen Zwecken genutzt.

## Geschichte
Schon im Jahre 1198 diente Haus Uentrop zusammen mit Haus Heidemühlen den Grafen von Berg-Altena zur Sicherung ihrer Territorialgrenzen gegen das Hochstift Münster.
1226 gründete dann Graf Adolf I. von der Mark die Stadt Hamm. Zu seiner Burgmannschaft auf Burg Mark gehörten unter anderem die Herren von der Recke, die eine Burg auf dem Stadtgebiet von Hamm bewohnten und später in Besitz des Anwesens Uentrop gelangten.
Angehörige eines Rittergeschlechts von Uentrop sind für die Jahre 1325 und 1380 urkundlich verbrieft. Ein unmittelbarer Zusammenhang zum Haus Uentrop ist nicht nachweisbar. Nach von Steinen stand das Haus im Jahre 1328 im Besitz eines gewissen Dietrich von Grimberg.
Gemäß einer Urkunde aus dem Jahre 1393 gab Graf Dietrich II. von der Mark den Besitz im gleichen Jahr einem Hermann von der Recke aus dem mit 10 Mark Geldes als Erbburglehen zu Kamen.
Im 15. Jahrhundert teilten die Herren von der Recke mit den Herren von der Mark den Besitz an dem Anwesen.
Hermanns Sohn Alef von der Recke verband 1427 seinen Anteil an Haus Uentrop mit einem Anteil am benachbarten Haus Haaren. Er vererbte beide über seinen Sohn Goddert an dessen Neffen, Alefs Enkel Johann von der Recke. Dieser heiratete 1478 Rorich von der Mark. Gegen die Zahlung von 1.000 Gulden, im Übrigen als Mitgift überschrieb ihm sein Schwiegervater Everd von der Mark die in seinem Besitz befindliche größere Hälfte von Haus Uentrop. Der Schwager, der jüngere Everd von der Mark, verzichtete 1494 auf den Rückkauf. Seit Johann im Jahre 1504 den Alleinbesitz erwarb, steht Haus Uentrop fest im Besitz der Familie.
Johann hatte mehrere Söhne; Erbe von Haus Uentrop war Evert, Droste zu Hamm. Im Jahre 1541 verlieh ihm Kaiser Karl V. für dem Kaiser und Reich geleistete Dienste ein Mühlenprivileg. Evert hatte einen Sohn gleichen Namens, der 1560 verstarb. Das Gut war da bereits so hoch verschuldet, dass seine Witwe Gertrud von Münchhausen es Mitte der sechziger Jahre (alternative Angabe: 1579) verkaufen musste. Käufer war der klevische Marschall Dietrich XV. von der Recke, namens und in Vertretung seines Bruders Mathias, Komtur zu Doblen und Herr zu Neuenburg im Kurland. Dessen zweiter Sohn Dietrich begründete die jüngere Linie der Familie auf Haus Uentrop:
- Konrad von der Recke zu Haaren und Uentrop (1630 – 1630), Rittmeister, ⚭ Gerberga von Wylich
- Dietrich von der Recke zu Haaren und Uentrop (1632 – 1656) ⚭ Elisabeth von der Recke
- Dietrich von der Recke zu Haaren und Uentrop (1664 – 1693)

Dietrich, Enkel des Begründers der Linie, wurde 1677 (alternative Angabe: 1688) zusammen mit seinem Bruder Johann in den Reichsfreiherrnstand erhoben. Seine Witwe Anna Magdalena von Bar ließ zwischen 1713 und 1720 das jetzige Herrenhaus erbauen; die alte Burg und die Wirtschaftsgebäude waren 1679 abgebrannt. Bei dem neuen Anwesen handelt es sich um einen zweigeschossigen, schlichten Backsteinbau mit Mittelrisalit und Walmdach. Baumeister war Lubbert Hagen aus Bentheim/Gildehaus.
Die aus Feldbrandsteinen errichtete Wohn- und Wirtschaftsgebäude wurden im Laufe des 18. Jahrhunderts hinzugefügt.
Im Jahre 1763 starb das Geschlecht der Recke zu Haaren im Mannesstammes aus. Anna Magdalenas Schwiegertochter, Engel Luise von der Recke zu Haaren, erbte nach dem Tode ihres einzigen Bruders das elterliche Haus Haaren, die gleichnamige, 1716 geschaffene Jurisdiktion über das Kirchspiel Uentrop, Mundloh und die im Märkischen gelegenen drei Dinkerschen Bauerschaften. Durch Heirat in die Reihen des Uentroper Zweiges der Familie von der Recke gelangten die Besitzungen in die Hände der Recke zu Uentrop. 1764 wurde Johann Matthias Dietrich von der Recke vom König mit den Gütern belehnt.
Die dem Haus Haaren 1716 verliehene Patrimonialgerichtsbarkeit über das Kirchspiel Uentrop und die Bauerschaft Norddinker wurde auf Haus Uentrop übertragen.
Die Recke und ihre Nachkommen sind auf Haus Uentrop inzwischen seit über 600 Jahren nachweisbar. Haus Uentrop ist damit der einzige Rittersitz des alten märkischen Amtes Hamm, der noch heute von dem aufsitzenden Adelsgeschlecht bewirtschaftet wird. Noch im Jahre 1976 wohnten Mitglieder der Familie auf dem Anwesen, das heute allerdings unbewohnt ist. Letzter Eigentümer war Wilhelm-Dietrecht Freiherr von der Recke (1928–1992), der das Haus 1990 verkaufte.